# Seasons They Change
Seasons They Change è una raccolta della The Incredible String Band, pubblicata nel 1976 dalla Island Records.

## Tracce
Lato A
1. Black Jack David (Mike Heron) – Tratto dall'album Earthspan (1972)
2. Blues for the Muse (Robin Williamson) – Tratto dall'album The 5000 Spirits or the Layers of the Onion (1967)
3. Nightfall (Robin Williamson) – Tratto dall'album The Hangman's Beautiful Daughter (1968)
4. Puppies (Mike Heron) – Tratto dall'album Wee Tam and the Big Huge (1968)
5. Cold Days of February (Robin Williamson) – Tratto dall'album Hard Rope & Silken Twine (1974)
6. Worlds They Rise and Fall (Mike Heron) – Tratto dall'album Liquid Acrobat as Regards the Air (1971)

Lato B
1. Chinese White (Mike Heron) – Tratto dall'album The 5000 Spirits or the Layers of the Onions (1967)
2. Empty Pocket Blues (Clive Palmer) – Tratto dall'album The Incredible String Band (1966)
3. When the Music Starts to Play (Mike Heron) – Tratto dall'album The Incredible String Band (1966)
4. Saturday Maybe (Robin Williamson) – Tratto dall'album No Ruinous Feud (1973)
5. Red Hair (Mike Heron) – Tratto dall'album Liquid Acrobat as Regards the Air (1971)
6. The Circle Is Unbroken (Robin Williamson) – Tratto dall'album We Tam and the Big Huge (1968)

Lato C
1. First Girl I Loved (Robin Williamson) – Tratto dall'album The 5000 Spirits or the Layers of the Onions (1967)
2. Cosmic Boy (Licorice McKechnie, Mike Heron) – Tratto dall'album Liquid Acrobat as Regards the Air (1971)
3. Darling Belle (Robin Williamson) – Tratto dall'album Liquid Acrobat as Regards the Air (1971)

Lato D
1. My Father Was a Lighthouse Keeper (Malcolm Le Maistre) – Tratto dall'album Earthspan (1972)
2. Queen Juanita and Her Fisherman Lover (Mike Heron) – Brano inedito registrato nel gennaio / febbraio 1970 all'Island Studios ed all'Olympic Studios

## Musicisti
Black Jack David
- Mike Heron - chitarra acustica, voce solista
- Robin Williamson - violino, voce
- Stuart Gordon - viola, violino, voce
- Malcolm Le Maistre - mandolino
- Stan Lee - basso, piatto (cymbal high hat), handclaps
- Jack Ingram - handclaps

Blues for the Muse
- Robin Williamson - voce solista, chitarra
- Mike Heron - armonica, voce
- Danny Thompson - contrabbasso

Nightfall
- Robin Williamson - voce solista, chitarra, gimbri, fischietto (whistle), percussioni, flauto di pan, pianoforte, oud, mandolino, scacciapensieri (jaw's harp), chahanai, water harp, armonica
- Mike Heron - voce, sitar, organo, chitarra, hammer dulcimer, clavicembalo
- Dolly Collins - organo a canne, pianoforte
- David Snell - armonica (harp)
- Licorice McKechnie - voce, zill

Puppies
- Robin Williamson - chitarra, liuto, basso, percussioni
- Mike Heron - chitarra, sitar, basso

Cold Days of February
- Robin Williamson - chitarra acustica, oud, mandolino, fiddle elettrico, faluto alto, flauto, fischietto (whistle), congas, voce
- Mike Heron - chitarra acustica, chitarra elettrica, sitar, organo, pianoforte, voce
- Malcolm Le Maistre - voce
- Stan Lee - basso, chitarra pedal steel, moog (programming), voce
- Graham Forbes - chitarra elettrica

Worlds, They Rise and Fall
- Mike Heron - harmonium, chitarra, basso, pianoforte, voce
- Robin Williamson - violoncello, oboe, violino

Chinese White
- Mike Heron - voce solista, chitarra
- Robin Williamson - bowed gimbri, voce

Empty Pocket Blues
- Clive Palmer - chitarra, voce solista
- Mike Heron - chitarra, voce
- Robin Williamson - fischietto (whistle), voce

When the Music Starts to Play
- Mike Heron - chitarra, voce solista
- Robin Williamson - fischietto (whistle), voce

Saturday Maybe
- Robin Williamson - chitarra, voce
- Alan Eden - batteria
- Mike Heron - arrangiamenti (strumenti a corda)

Red Hair
- Mike Heron - voce, chitarra, pianoforte, harmonium
- Robin Williamson - violoncello
- Likky (Licorice McKechnie) - organo a canne

The Circle Is Unbroken
- Mike Heron - organo
- Robin Williamson - fischietto (whistle), arpa irlandese

First Girl I Loved
- Robin Williamson - voce, chitarra
- Danny Thompson - contrabbasso

Cosmic Boy
- Likky (Licorice McKechnie) - voce
- Mike Heron - pianoforte

Darling Belle
- Likky (Licorice McKechnie) - voce
- Robin Williamson - voce, oboe, chitarra, banjo, flauto, arrangiamenti (strumenti a corda)
- Mike Heron - voce, pianoforte, basso
- Malcolm Le Maistre - voce, glockenspiel, armonica, clarinetto, organo (di chiesa)

My Father Was a Lighthouse Keeper
- Malcolm le Maistre - voce solista, chitarra acustica
- Robin Williamson - violino, violoncello, accompagnamento vocale
- Stuart Gordon - viola, violino, voce
- Mike Heron - basso, pianoforte, accompagnamento vocale
- Dave Mattacks - batteria